# Càrops el vell
Càrops (en llatí Charops, en grec antic Χάροψ "Khárops") fou un cabdill epirota que va viure al segle ii aC.
Era un dels caps de la Lliga de l'Epir, que va ser aliat romà en la Segona guerra macedònica contra Filip V de Macedònia i va guiar a l'exèrcit romà per les muntanyes fins a les posicions macedònies, el que va permetre a Tit Quinti Flaminí desallotjar als macedonis d'un congost que havien ocupat l'any 198 aC en el Setge d'Antigònia.
El 192 aC Càrops va ser l'ambaixador epirota davant Antíoc III el Gran, que passava l'hivern a Calcis, a l'illa d'Eubea. Càrops va al·legar que els epirotes eren els grecs més exposats als atacs romans i demanava permís al rei per a romandre aliats a Roma a menys que pogués proporcionar forces suficients per a la seva protecció, segons diu Polibi.
Va continuar essent sempre un fidel aliat romà. El seu net, Càrops el jove, va estudiar a Roma.